# Dolichopus marshalli
Dolichopus marshalli är en tvåvingeart som beskrevs av Octave Parent 1933. Dolichopus marshalli ingår i släktet Dolichopus och familjen styltflugor. Inga underarter finns listade i Catalogue of Life.